# الحادثة (فلم)
فيلم الحادثة هو فيلم تونسي أول عرض له كان في مدينة تونس ابتداء من 10 مارس 2008.

## قصة الفيلم
البطل بالفيلم هو سائق تاكسي متزوج و لديه ولد حديث الولادة يعيش حياة بسيطة مع عائلته في منزل بعمارة رغم عمله كسائق تاكسي الا انه ذو شهائد و متعلم لكنه لم يجد عملا في تخصصه لذلك اضطر إلى العمل على التاكسي ليعيش. في يوم ما و كعادته على التاكسي تستوقفه امرأة جميلة و تطلب منه اخذها إلى البحر فيأخذها لكنها تحاول الانتحار فينقذها و يتمشى معها على الشاطئ ثم يأخذها إلى التاكسي و يضل يدور و يدور بها في الطرقات يسألها ان كانت جائعة و يذهب إلى صاحبه
الذي يعمل بمطعم فيحضر لها الطعام و يقرر دعوتها إلى منزله كي تأكل فزوجته و ابنه عند والدته فتذهب معه تتصل به زوجته فيقرر ان يذهب إليها و يترك المراة في المنزل بعد أن يتفقا على على كيفية فتح الباب و في طريقه يقوم بحادث مرور و يمسك به في مركز الشرطة و كان خوفه الوحيد المراة التي تركها في المنزل يتوسل الشرطي ان يخلي سبيله لبضع من الوقت و يلح لكن الشرطي يرفض فيضطر باخباره بما حدث و يتوسله ان يذهب و يخلصه من هذه «المصيبة» و يخبره بما اتفقا به يضن فوافق الشرطي و ذهب و لكن يا للمفاجأة المراة هي زوجته و هربت من بطشه فيقتلها و في مركز الشرطة يخلى سبيل السائق فيهرول إلى منزله و يتفاجى بما رأى و لكن الشرطي يقتله أيضا ضانا انهما خاناه.

## وصلات خارجية
- مقالات تستعمل روابط فنية بلا صلة مع ويكي بيانات

- ملخص الفيلم